# 하숙인 (1927년 영화)
《하숙인: 런던의 안개 이야기》(영어: The Lodger: A Story of the London Fog)는 1927년 개봉한 영국의 무성 스릴러 영화이다. 앨프리드 히치콕이 감독을 맡았다. 마리 벨럭 라운즈의 소설 "The Lodger"(1913)와 벨럭 라운즈가 공동으로 쓴 희곡 "Who Is He?→그는 누군가?"에 바탕하였다. 이 작품은 히치콕의 무성 영화 중에서도 가장 높게 평가받는 작품 중 하나이다.

## 출연
- 마리 올트 - 주인 (번팅 부인) 역
- 아서 체즈니 - 그녀의 남편 (번팅 씨) 역
- 준 트립 - 데이지 번팅 역
- 맬컴 킨 - 조 챈들러 역
- 아이버 노벨로 - 조너선 드루 (하숙인) 역
- 앨프리드 히치콕 - 신문사 사람 역 (엑스트라)